# Libellen-Schmetterlingshaft
Der Libellen-Schmetterlingshaft (Libelloides coccajus) ist ein Netzflügler (Neuroptera) aus der Familie der Schmetterlingshafte (Ascalaphidae).

## Beschreibung
Die Tiere erreichen eine Flügelspannweite von 42 bis 55 Millimetern. Ihre Vorderflügel sind am Vorderrand bis weit zur Spitze hin und um den Flügelansatz zitronengelb. Seltener treten auch weiß gefärbte Exemplare in Erscheinung. Zwischen den beiden gelben Flecken sitzt ein schwarzer Fleck. Der restliche Flügel ist durchsichtig, nur das Adernetz ist tiefschwarz. Die Hinterflügel sind am Ansatz und an Teilen des Randes schwarz, sonst zitronengelb. Der Körper ist schwarz. Die langen schwarzen Fühler sind an den Enden verdickt. Die Männchen kann man an ihrer gekrümmten Hinterleibszange (Cerci) erkennen.

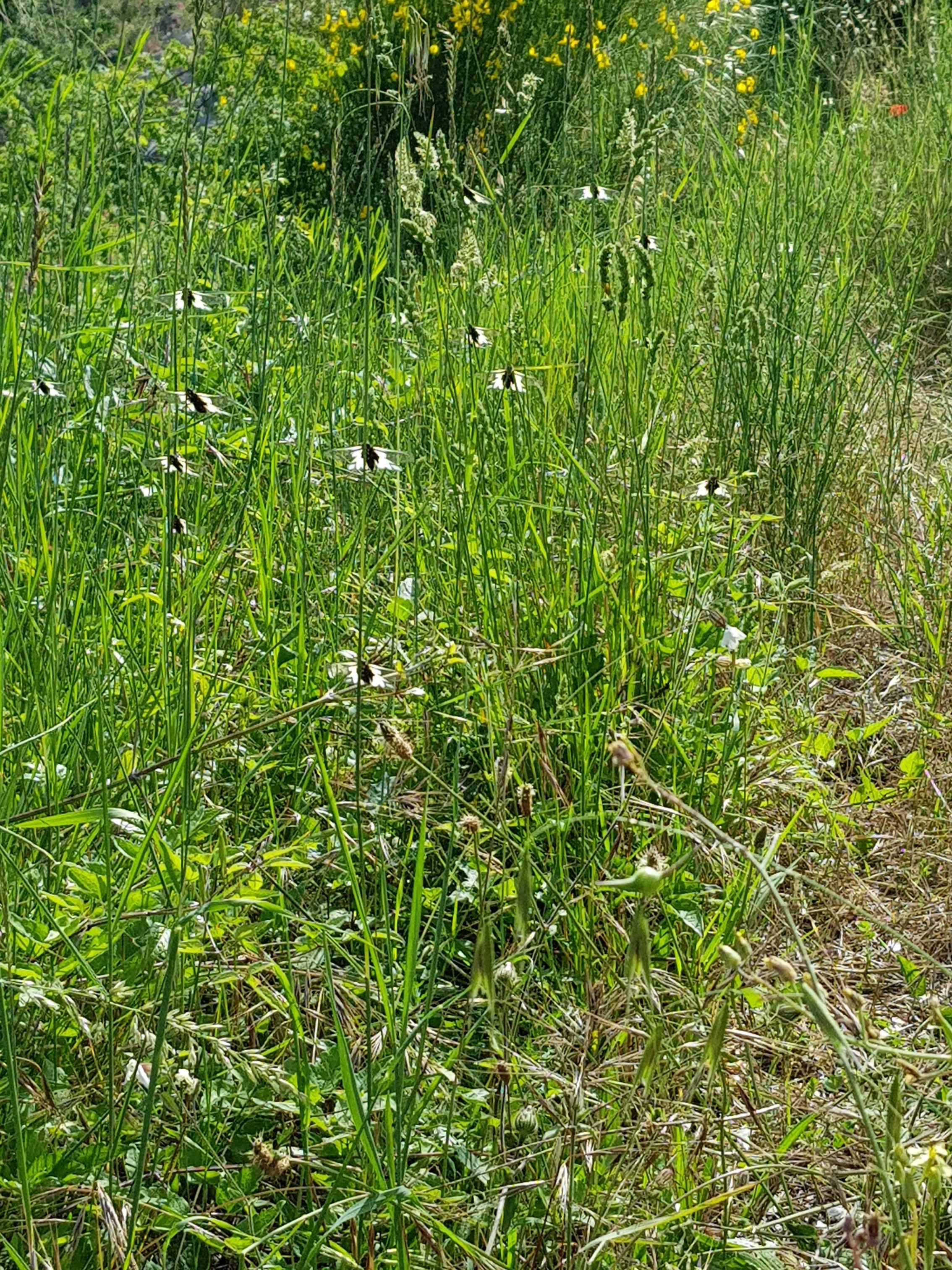
Eine Vielzahl Libellen-Schmetterlingshafte hat sich bei vorübergehender Bewölkung mit ihren Mundwerkzeugen an Halme geheftet, ihre Flügel sind gespreitet, weitgehend parallel ausgerichtet (trockener Südhang, Südfrankreich, Ende Frühjahr)

## Lebensweise
Die Imagines besitzen eine Lebenserwartung von vier bis fünf Wochen. Nach dem Schlüpfen Anfang bis Mitte Mai fliegen sie an trockenen und sonnigen Tagen von Mai bis Juli auch im Schwirrflug dicht über der Vegetation oder sehr hoch, um kleine Fluginsekten zu jagen, dabei halten sie eine relativ große Fluchtdistanz ein. Die UV-empfindlichen Facettenaugen unterstützen das Erkennen ihrer Beute bei Sonnenschein. Verschwindet die Sonne, wenn auch nur für kurze Zeit, heften sie sich mit ihren beißenden Mundwerkzeugen an einen Halm und verharren während der Beschattungszeit inaktiv. Dabei spreiten sie ihre Flügel gegen die Sonne aus, sodass die Flügel aller Libellen-Schmetterlingshafte parallel ausgerichtet sind. In dieser Position sind sie nicht mehr schreckhaft, sie fliegen sogar beim vorsichtigen Abbrechen des Halmes nicht auf und können bei anhaltender Bewölkung am Halm haftend verhungern.
Die Eiablage erfolgt meist im oberen Hangbereich an offenen Bodenstellen. Dabei legt das Weibchen wahrscheinlich nur ein einziges Gelege von 30–65 Eiern an einen frei stehenden Stängel, der durch Rückstrahlung vom Boden zusätzlich erwärmt wird, was die Trocknung der Eier nach Regen beschleunigt. Trotzdem ist dieser Halm so gewählt, dass er überwiegend beschattet ist und auf nur wenig geneigter Fläche steht. Dieser Platz kann so rar und attraktiv sein, dass ein Halm auch für mehrere Gelege genutzt werden kann. Gerät das Gelege in Bodennähe, weil der Halm knickte, gelangen die Eier kaum noch zur Reife, dann werden sie von Bodentieren erbeutet oder trocknen zu langsam nach Regen. Die Schlupfdauer variiert je nach Trockenheit, sie beträgt meist vier Wochen, kann erheblich kürzer oder über 40 Tage dauern.
Die Larvenentwicklung am Boden dauert vermutlich zwei Jahre.

## Vorkommen
Die Tiere kommen in Mitteleuropa nur selten vor. Man findet sie im Südwesten an trocken-warmen Hängen mit offener Vegetation, gelegentlich auch im Bereich von Geröllfeldern. Im Norden Europas kommen sie nicht vor.